# The Miseducation of Lauryn Hill
The Miseducation of Lauryn Hill (укр. Неправильне виховання Лорін Гілл) — єдиний сольний студійний альбом американської співачки та реперки Лорін Гілл. Він був випущений 25 серпня 1998 року на лейблах Ruffhouse Records та Columbia Records. Альбом містить пісні в стилях неосоул, R&B, хіп-хоп-соул і регі. На тексти пісень вплинули вагітність Гілл та негаразди у її колишній групі Fugees, але також в них співачка торкається тем любові та Бога. Назва альбому є алюзією на автобіографію «Освіта Сонні Карсона» та книгу Картера Г. Вудсона «Неправильне виховання негра».
Після гастролей з Fugees Гілл зав'язала романтичні стосунки з ямайським підприємцем Роханом Марлі й незабаром завагітніла. Ця вагітність та інші життєві обставини надихнули Гілл на створення сольного альбому. Запис відбувався з кінця 1997 року до червня 1998 року, переважно на студії Tuff Gong у Кінгстоні, оскільки Гілл співпрацювала із групою місцевих музикантів New Ark, які допомагали у написанні та продюсуванні пісень.
Альбом дебютував під номером один у чарті Billboard 200. За перший тиждень було продано понад 422 000 примірників, що стало рекордом для жінок-виконавиць. На підтримку альбому вийшли офіційні сингли «Doo Wop (That Thing)», «Ex-Factor» та «Everything Is Everything», а також промосингли «Lost Ones» і «Can't Take My Eyes Off You». Гілл виступила на телепрограмі Saturday Night Live та церемонії нагородження Billboard Music Awards⁣, а потім вирушила у світовий концертний тур.
The Miseducation of Lauryn Hill був визнаний одним з найкращих альбомів 1998 року. Більшість критиків високо оцінили відображення жіночого погляду на життя та кохання у виконанні Гілл, а також її художній діапазон. На 41-й щорічній церемонії вручення премії «Греммі» «Неправильне виховання Лорін Гілл» було номіновано в десяти номінаціях, отримавши п'ять нагород, що зробило Гілл першою жінкою, яка отримала стільки номінацій і нагород за одну ніч. Успіх альбому зробив з Гілл міжнародну суперзірку та сприяв виведенню хіп-хопу та неосоулу на передній план популярної музики. З іншого боку, гурт New Ark вважав, що Гілл та її лейбл звукозапису недостатньо відзначили їхній внесок в альбом; було подано позов, який врегулювали у позасудовому порядку 2001 року.
З моменту випуску альбом був включений у численні списки найкращих альбомів, і багато критиків вважали його одним із найкращих альбомів 1990-х років, а також одним із найкращих альбомів усіх часів. Серед нагород — включення до списку «500 найкращих альбомів усіх часів» журналу Rolling Stone, зберігання у бібліотеці Гарвардського університету, у Національному музеї афроамериканської історії, потрапляння до списку 200 визначних альбомів у Залі слави рок-н-ролу та Національного реєстру записів Бібліотеки Конгресу США. У 2021 році альбом отримав «діамантову» сертифікацію від Асоціації звукозаписної індустрії Америки із продажами понад 10 млн копій у США, що зробило Гілл першою жінкою-репером, якій вдалося це зробити. У всьому світі було продано понад 20 млн копій альбому, що зробило його одним із найбільш продаваних альбомів усіх часів, найбільш продаваним альбомом реперки та найбільш продаваним неосоул-альбомом усіх часів.

## Передумови
1996 року Лорін Гілл зустріла Рохана Марлі під час гастролей у складі Fugees. Поступово між ними склалися тісні стосунки, і під час гастролей Гілл завагітніла. Після участі в записі сольній платівці свого колеги по Fugees Вайклефа Жана Wyclef Jean Presents The Carnival (1997), Гілл взяла відпустку від гастролей і записів через свою вагітність і творчу кризу. Ця вагітність, однак, відновила творчість Гілл. За декілька років вона згадувала в інтерв'ю: «Коли деякі жінки вагітні, у них росте волосся та нігті, але в мене зросла здатність творити. У мене було бажання писати так багато, як я давно не робила. Я не знаю, чи це щось гормональне або емоційне». Описуючі процес написання пісень Гілл казала: «Кожного разу, коли мене ображали, щоразу, коли я розчаровувалася, щоразу, коли я навчалася, я просто писала пісню».
Загалом Гілл написала понад тридцять пісень у своїй студії на горищі в Саут-Орандж, Нью-Джерсі. Багато з цих пісень були пов'язані зі складними стосунками всередині Fugees, а також були результатами минулих закоханостей Гілл. Влітку 1997 року, коли вона мала народити першу дитину, її попросили написати пісню для госпел-музиканта Се Сі Вінанс. Кілька місяців потому вона поїхала до Детройта, щоб попрацювати з соул-співачкою Аретою Франклін, написавши та продюсувавши її сингл «A Rose is Still a Rose». Пізніше Франклін доручить Гілл зрежисувати музичне відео на пісню. Невдовзі після цього Гілл почала писати для Вітні Х'юстон. Написавши пісні для виконавців госпелу, хіп-хопу та R&B, вона використала цей досвід, щоб записати власний сольний альбом

## Запис і виробництво

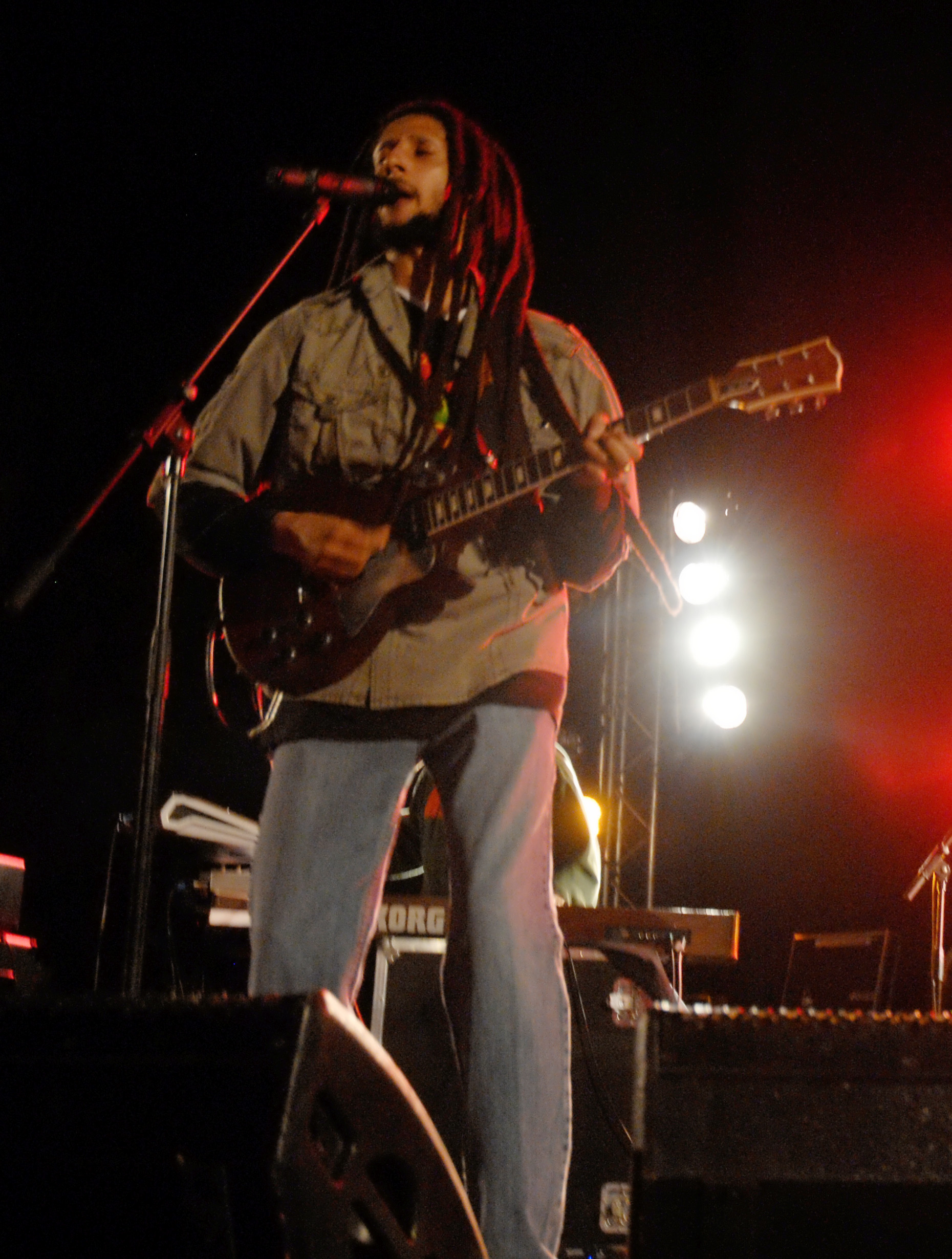
Джуліан Марлі (на фото 2010 року) був одним із кількох членів родини Боба Марлі, які відвідали сесії запису альбому на Ямайці.

Гілл почала запис The Miseducation наприкінці 1997 року в Chung King Studios у Нью-Йорку і завершила у червні 1998 року в Tuff Gong Studios у Кінгстоні, Ямайка. В одному з інтерв'ю Гілл описала перший день запису, зазначивши: «У перший день у студії я замовила усі інструменти, в які я коли-небудь закохувалася: арфи, струнні, литаври, органи, кларнети. Я хотіла записати це так, щоб залишився людський елемент. Я не хотіла, щоб це було занадто ідеально». Спочатку Вайклеф Жан не підтримував Гілл у записі сольного альбому, але згодом запропонував допомогу у продюсування, від якої співачка відмовилася. Окрім роботи в Chung King Studios, Гілл також використовувала студії Perfect Pair Studios у Нью-Джерсі, а також Sony Studios, тому деякі пісні містять фрагменти, записані на різних студіях. Проте більша частина альбому була записана на студії Tuff Gong Studios у Кінгстоні, Ямайка, побудованій регі-музикантом Бобом Марлі. Стосовно цієї зміни в середовищі Гілл сказала: «Коли я почала записуватись в Нью-Йорку та Нью-Джерсі, багато людей розмовляли зі мною про різні шляхи… Я відчувала не найкращий настрій… Я хотіла знайти місце, де панує гарна атмосфера, де я була б немов в родині, і саме цим місцем виявився Tuff Gong». Багато членів родини Марлі були присутні в студії під час запису, включаючи Джуліана Марлі, який додав гітарні елементи до «Forgive Them Father».
В інтерв'ю інженер звукозапису Гордон Вільямс згадав запис «Lost Ones», заявивши: «Це був наш перший ранок на Ямайці, і я побачив усіх цих дітей, які зібралися навколо Лорін, кричали й танцювали. Лорін була в вітальні поруч зі студією, навколо неї приблизно п'ятнадцять онуків Марлі, діти Зіггі, Стівена та Джуліана, і вона стала співати цей реп-вірш, а всі діти почали повторювати останнє слово кожного рядка, дуже спонтанно, тому що вони дуже захопилися піснею». Columbia Records розглядала можливість залучити стороннього продюсера для альбому та провела ранні переговори з RZA з Wu-Tang Clan. Однак Гілл була непохитна і хотіла написати, аранжувати та продюсувати альбом самостійно: «Це було б складніше сформулювати іншим людям. Це ж мій альбом. Хто може розповісти мою історію краще, ніж я?» Вона пригадала, як виконавчий директор Ruffhouse Records Кріс Шварц забезпечував її творчу свободу під час запису альбому: "Я мала повний контроль над альбомом. Кріс Шварц з Ruffhouse, мого лейбла, сказав: «Слухай, ти ніколи не робила нічого дурного досі, тож давай я не заважатиму тобі зробити твою справу».

## Музика та тексти
За словами Крістофера Джона Фарлі з Time і автора сайту Rhapsody Мосі Рівза, The Miseducation of Lauryn Hill вважається неосоул-альбомом. В журналі Complex його віднесли до більш загального жанру R&B. Пісні з альбому написані в декількох різних стилях, включаючи соул, хіп-хоп і реггі, а в «Енциклопедії афроамериканської музики» (2010) деякі пісні вважають хіп-хоп-соулом. «When It Hurts So Bad» — це рутс-реггі змішане з соулом. Більшість пісень написано англійською мовою, але композиції «Forgive Them Father» і «Lost Ones» співаються на ямайському патуа, який є поширеним діалектом на Ямайці. Попри те, що пісня «Superstar» значною мірою є ритм-енд-блюзом, вона містить переосмислення рок-пісні «Light My Fire» гурту The Doors. Гілл казала, що вона хотіла уникнути стилю звучання Fugees, створити замість цього щось унікальне, притаманне її власному альбому. Вона також зізнавалася, що не мала наміру робити звучання альбому комерційно привабливим: «Сьогодні всі знаходяться під великим тиском необхідності мати хіти. Артисти дивляться у Billboard замість того, щоб досліджувати себе. Подивіться на Арету [Франклін], вона не мала гучних хітів на першому альбомі, але змогла вирости та знайти себе. Я хотіла робити чесну музику. Мені не подобаються речі, що занадто ідеальні чи надто відшліфовані. Люди можуть критикувати мене за це, але я виросла слухаючи Ела Гріна та Сема Кука. Коли вони беруть високу ноту, ти справді це відчуваєш».
Значна частина текстів Гілл стосувалася материнства, Fugees, спогадів, кохання, розбитого серця та Бога. Коментуючи частину альбому, написану в жанрі госпел, Гілл казала: «Музика госпел — це музика, натхненна Євангеліями… Під час цього альбому я зверталася до Біблії та написала пісні, з яких я черпала утіху». Кілька пісень альбому, таких як «Lost Ones», «Superstar», «Ex-Factor» і «Forgive Them Father», вважалися неприкритими нападами на учасників Fugees Вайклефа і Праса. «Ex-Factor» спочатку призначалася для іншого виконавця, однак Гілл вирішила залишити її для себе через занадто особистий зміст. Попри те, що значна частина пісень про кохання в альбомі виявилася гіркою через попередні стосунки Гілл, «Nothing Even Matters», дует з R&B-співаком Ді Анджело, продемонстрував яскравіший, інтимніший погляд на тему. На її написання Гілл надихнули стосунки з Роханом Марлі. Говорячи про текст «Nothing Even Matters», співачка зауважила: «Я хотіла створити пісню про кохання, а-ля Роберта Флек і Донні Хетевей, і знову дати людям гуманістичний підхід до кохання без усієї тілесності та відкритої сексуальності».
«To Zion» є одним з найбільш інтроспективних треків на альбомі, в якому розповідається про те, як Гілл вирішує народити першу дитину, хоча багато хто в той час заохочував її перервати вагітність, щоб це не заважало кар'єрі. В інтерв'ю вона обговорила походження та значення пісні, прокоментувавши: «Було важко обрати ім'я, коли я була готова народити. Єдине ім'я, яке прийшло до мене, це Сіон. Я подумала: „Чи Сіон — це занадто важка ноша для мене?“ Але цей маленький хлопчик… Я б сказала, що він особисто визволив мене від моєї емоційної та духовної посухи… Коли він народився, я відчула, що сама народився знову». Далі вона зазначила: «Я хотіла, щоб це була революційна пісня про духовний рух, а також про мою духовну зміну, про перехід з одного місця в інше завдяки моєму синові».
Альбом The Miseducation of Lauryn Hill містить кілька інтермедій, коли вчитель розмовляє з учнями в класній кімнаті. «Вчителя» зіграв американський поет і політик Рас Барака, який розмовляв з групою дітей у вітальні будинку Гілл в Нью-Джерсі. Гілл попросила Бараку поговорити з дітьми про концепцію кохання, і він зімпровізував цю лекцію. Пол Шродт з журналу Slant Magazine звернув увагу на відсилання до назви книги «Неправильне виховання негра» Картера Г. Вудсона: «[Гілл] приймає тезу Вудсона та робить її частиною свого художнього процесу. Як і самі пісні, класні сцени у вступі та закінченні свідчать про те, що більшість спільноти працює над тим, щоб переосмислити себе». Крім книги Вудсона, назва альбому була навіяна фільмом і автобіографічним романом «Освіта Сонні Карсона».

## Маркетинг і продажі
Альбом The Miseducation of Lauryn Hill вийшов 25 серпня 1998 року. Три пісні з нього вийшли як сингли — «Doo Wop (That Thing)», «Ex-Factor» та «Everything Is Everything»; усі вони стали хітами, як і відповідні відеокліпи. Альбом побив численні рекорди продажів. У перший тиждень він дебютував під номером один у Billboard 200, ставши першим альбомом реперки без супроводу, який став номером один у США. Його продажі за перший тиждень склали понад 422 000 примірників, що побило рекорд серед жінок-артисток, який до цього належав Ray of Light Мадонни (1998). The Miseducation також став першим дебютним альбомом жінки, який очолив чарт Billboard 200, що зробило Гілл першим виконавцем, який дебютував під номером один як у Billboard 200, так і в Hot 100 з першими записами в кожному чарті. Продажі альбому за перший тиждень залишилися найвищими для дебютного альбому, випущеного жінкою у XX столітті, і найвищими для жінок-реперів.
Альбом очолив Billboard 200 і наступного тижня, протягом якого було продано 265 000 примірників, що принесло альбомові золотий сертифікат Асоціації індустрії звукозапису Америки (RIAA) впродовж місяця з початку продажів. Наступного тижня Гілл стала першим артистом в історії чарту Billboard 200, що увійшов до списку під номером один із дебютним альбомом і провів на вершині три тижні поспіль. Загалом же (не поспіль) альбом утримувався на першому місці чотири тижні, що стало повторенням рекорду для хіп-хоп-альбому, випущеного в епоху Soundscan; пізніше це досягнення перевершила платівка Jay-Z Vol. 2… Hard Knock Life (1998). До кінця жовтня 1998 року The Miseducation провів майже два місяці поспіль у першій п'ятірці чарту і не опускався нижче третього місця. Стабільність альбому в чартах вважалася рідкістю для хіп-хоп-релізів того часу, оскільки їхня більшість подібних альбомів, які дебютували високо, швидко втрачали позицію.
The Miseducation був проданий накладом 2,9 млн копій у Сполучених Штатах до грудня 1998 року, ставши одним із найбільш продаваних альбомів року. Він очолив чарт Billboard Top R&B/Hip-Hop Albums за підсумками року, що зробило його першим релізом жінки, якій вдалося досягти такого успіху; це досягнення зуміла повторити співачка SZA у 2023 році з альбомом SOS. В Ірландії альбом став першим реп-альбомом, який посів перше місце в Irish Albums Chart. У Японії за перші кілька місяців було продано понад мільйон копій, дозволивши отримати рідкісну сертифікацію від Асоціації звукозаписної індустрії Японії.
Продажі альбому зросли після виступу Гілл на 41-й щорічній церемонії вручення премії «Греммі», оскільки за тиждень з 3 березня 1999 року було продано ще 234 000 копій, і ще 200 000 копій наступного тижня. Через 198 днів після випуску альбом отримав 5-кратний платиновий сертифікат RIAA і став одним із найшвидше продаваних альбомів, які досягли цієї позначки. До серпня 1999 року було продано 10 мільйонів примірників по всьому світу, включаючи майже 700 000 у Канаді. Згодом альбом протримався в першій десятці чарту Billboard 200 протягом 26 тижнів. У квітні 2002 року Columbia заявила, що альбом був проданий тиражем 12 млн примірників по всьому світові, а до 2009 року його світові продажі, як повідомлялося, складали 19 млн копій.
Станом на 2015 рік це був єдиний реп-альбом жінки, який провів на першому місці більше одного тижня; це також альбом, який залишався на першому місці найдовше, серед всіх релізів жінок-реперів; і один з реп-альбомів, що посідав номер один у чарті Billboard 200 найдовше, згідно з XXL. У 2018 році було оголошено, що The Miseducation став найбільш прослухуваним альбомом 1998 року на Spotify. Він увійшов до 20 альбомів 1990-х років, які найчастіше транслювали у Сполученому Королівстві, а також став одним з альбомів 1970-х, 1980-х і 1990-х років, які найчастіше прослуховували на стрімінгових сервісах, за даними Official Chart Company.
Альбом утримував рекорд як дебютний альбом жінки-репера з найдовшим перебуванням у чартах Billboard 200 (91 тиждень) понад 21 рік, перш ніж його перевершила платівка Cardi B Invasion of Privacy (2018). У 2021 році альбом отримав діамантовий сертифікат RIAA, через що Гілл потрапила до Книги рекордів Гіннеса як перша жінка-репер, яка досягла статусу RIAA Diamond. Також повідомлялося, що за даними Sony Music альбом розійшовся тиражем у 20 мільйонів копій по всьому світові.

### Концертний тур

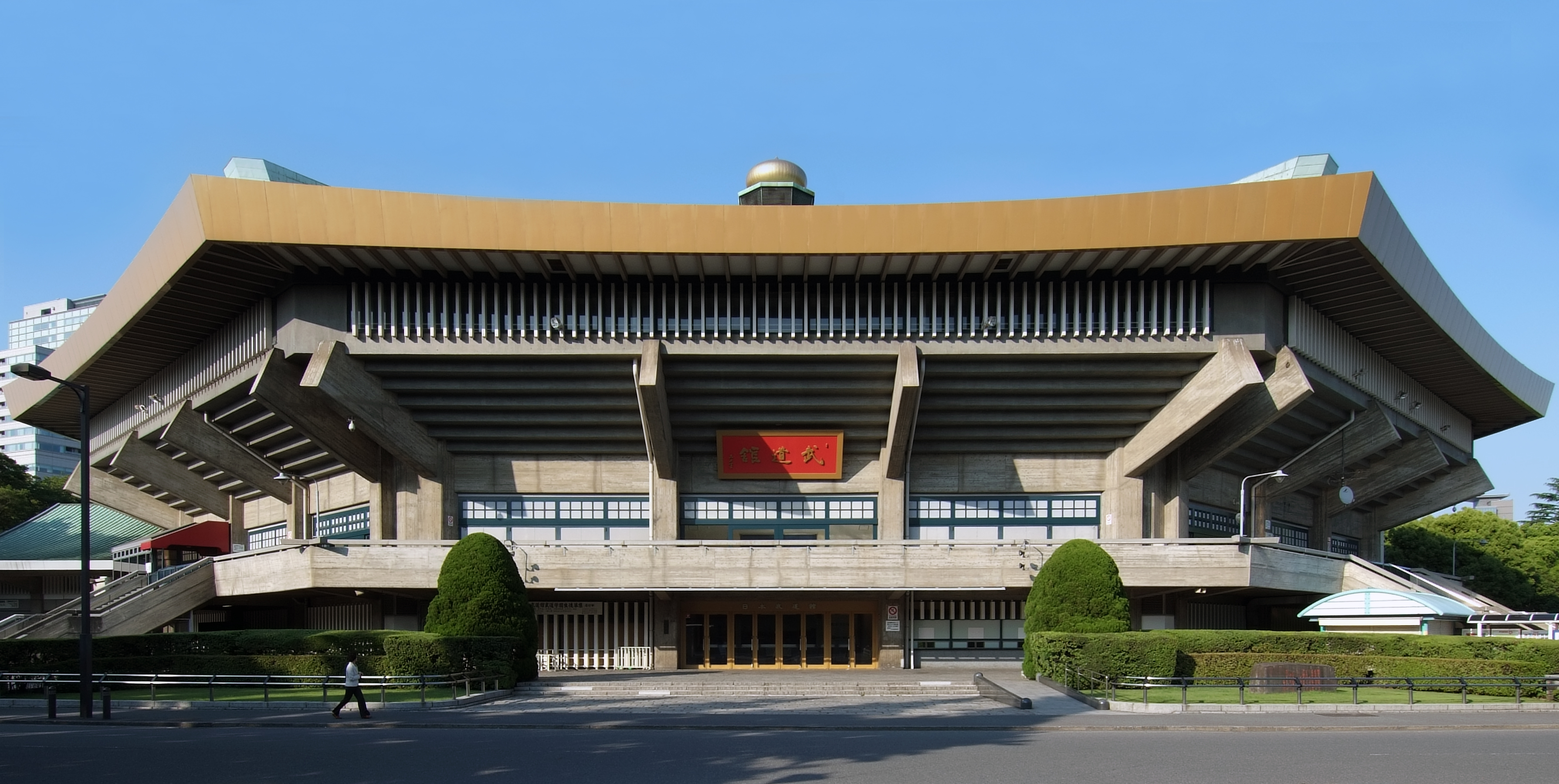
Гілл гастролювала по всьому світу для просування альбому, починаючи з палацу Будокан (на фото) в Японії.

Спочатку спів Гілл не планувала вирушати в концертне турне, оскільки альбом не потребував подальшого просування. Вона знову була вагітна і народила дитину у вересні 1998 року. Її перше живе виконання пісень було відбулося на телевізійному шоу Saturday Night Live та під час вручення нагород Billboard Music Awards. У січні 1999 року Гілл зібрала гурт і почала репетиції для майбутніх концертів. Всі квитки розкупили, щойно було оголошено про тур.
Турне розпочалося в Будокані в Токіо 21 січня 1999 року. Гілл знову виступила там наступного вечора, а наступного тижня грала у двох інших залах Токіо. Тижнем пізніше вона полетіла до Лондона на виступ у Brixton Academy 8 лютого. Американська частина туру містила 20 концертів, під час яких на розігріві виступав гурт Outkast: вона розпочалася 18 лютого в Детройті та завершилася 1 квітня в рідному місті Гілл Ньюарку, штат Нью-Джерсі. На три концерти у The Theatre at Madison Square Garden було продано всі квитки. 13 травня розпочалася європейська частина туру, що складалася з 14 концертів. Вперше Гілл виступила в Oslo Spektrum у Норвегії, а завершила європейську частину 2 червня на Manchester Arena в Англії. Після повернення до США, Гілл відіграла 10 концертів у липні та серпні, із Busta Rhymes на розігріві. Закінчився тур концертами в Японії. В «Лос-Анджелес Таймс» писали, що це був «цілком можливо, найуспішніший тур хіп-хоп-виконавця в історії».
Гілл була проти тривалого туру через зобов'язання перед сім'єю та труднощі, яких вона зазнала під час гастролей з Fugees у 1996 році. За словами біографа Гілл Кріса Ніксона в 1999 році, «існувала можливість організувати більше концертів … але малоймовірно, що Лорін захоче зробити тур більш виснажливим. Вона зрозуміла, що в житті є речі набагато важливіші, ніж кар'єра».

## Критичні відгуки
«Неправильне виховання Лорін Гілл» було отримало загалом позитивну реакцію від критиків; за словами журналіста Los Angeles Times Джеффа Баучера, це був найуспішніший альбом 1998 року. Рецензенти часто хвалили представлення Гілл жіночого погляду на життя та кохання. Ерік Вайсбард із Spin назвав її «змішувачем жанрів», чий впевнений спів і реп врівноважувалися вразливими темами та почуттями. У «Нью-Йорк Таймс» вважали «чудесним» і «винятковим» те, що Гілл використовувала «свою віру, засновану більше на досвіді та почуттях, ніж на доктрині», як засіб поєднання «священного зі світським у музиці, яка торкається суті душі». Джон Буш з AllMusic був вражений тим, як співачка продюсувала більшу частину альбому, «не як кросовер, а як збірку відверто особистих і політичних заяв», демонструючи при цьому «виконавські таланти, вокальний діапазон і майстерність написання пісень». Девід Браун на сайті Entertainment Weekly назвав The Miseducation «альбомом, який вражає силою та відчуттям», а також «одним із рідкісних соул-альбомів у стилі хіп-хоп», який не втратив фокус через легковажні виступи гостьових виконавців. Браун аплодував художньому баченню Гілл і визнав, що вона «легко переходить від співу до репу, згадуючи минуле, одночасно будуючи власне майбутнє». Дрім Хемптон з The Village Voice сказала, що співачка безперешкодно «мандрує своєю територією в межах будь-якої пісні», а критик Chicago Tribune Грег Кот назвав запис «вокальним tour de force» з аранжуваннями, які «насичені чудовими ідеями». В часописі XXL альбом отримав найвищу оцінку «XXL», бо він «не лише підтверджує, що Гілл є найзахопливіший голос молодої, прогресивної хіп-хоп-нації, але й підвищує її стандарти».
Менше з тим, не всі критики ставилися до альбому настільки захоплено. Дом Філліпс із журналу Q вважав, що деяким пісням бракувало «мелодії, що запам'ятовується», а Джон Малві з NME скаржився на схильність Гілл до театральності та заяви про те, «наскільки геніальний є Бог». Ніл Ліберман з Pitchfork вважав деякі балади нудними, а мелодії — «приторними». Музичний редактор The Village Voice Роберт Крістгау назвав альбом «політкоректним записом року», який окрім стриманого виробництва та майстерного репу містить також непослідовні тексти, середній спів і зайві скетчі. Сорен Бейкер з Los Angeles Times вважав, що Гілл вдалося проявити себе в репі, але в емоційних піснях її голос був «надто тонким, щоб витримати таку важку тему».

### Визнання
Наприкінці 1998 року The Miseducation of Lauryn Hill очолив численні опитування критиків щодо найкращих альбомів року, у тому числі в журналах Rolling Stone, Billboard, Spin і Time. Він також був визнаний другим найкращим записом року в тижневику Pazz & Jop та в щорічному опитуванні американських критиків, опублікованому в The Village Voice. Гілл була номінована десять разів на премію «Греммі» в 1999 році, що зробило її першою жінкою, яку коли-небудь номінували стільки разів за один рік. Вона отримала п'ять «Греммі», включаючи нагороди в категоріях «Найкращий новий виконавець», «Найкраща пісня в стилі R&B», «Найкраще жіноче вокальне виконання в стилі R&B» і «Найкращий альбом у стилі R&B». The Miseducation of Lauryn Hill також отримав премію «Греммі» як альбом року, що зробило його першим хіп-хоп-альбомом, який коли-небудь отримував цю нагороду. Гілл встановила новий рекорд у галузі, оскільки також стала першою жінкою, яка виграла п'ять «Греммі» за одну ніч. Співачка стала головним переможцем вечора на церемонії вручення нагород MTV Video Music Awards у 1999 році, забравши додому чотири статуетки, у тому числі за найкраще жіноче відео та відео року за кліп «Doo Wop (That Thing)», ставши першим хіп-хоп відео, що вибороло цю нагороду. Це також принесло їй номінації на NAACP Image Award, як найкращу виконавицю, найкращий альбом і найкращу пісню («Doo Wop (That Thing)») . На церемонії Billboard Music Awards запис переміг у категорії R&B-альбом року, тоді як «Doo Wop» отримав нагороду за найкращий кліп нового виконавця в стилі R&B/Urban, а на American Music Awards 1999 року Гілл отримала нагороду як найкращий новий виконавець в стилі соул та R&B виконавець. Вона також отримала нагороду Soul Train і була номінована як найкраща міжнародна сольна виконавиця на Brit Awards.

## Судовий позов
Попри те, що альбом The Miseducation of Lauryn Hill став результатом спільної роботи Гілл та групи музикантів, відомих як New Ark (Вада Ноблс, Рашим П'ю, Теджумолд Ньютон і Джохарі Ньютон), лейбл наполягав на тому, щоб усі треки позиціювалися як "написані та спродюсовані" виконавцем з невеликою сторонньою допомогою. Під час запису альбому Гілл була проти того, щоб записувати, якою саме була роль кожного окремого музиканта.
1998 року група New Ark подала 50-сторінковий позов проти Гілл, її керівництва та лейблу звукозапису, заявивши, що Гілл «використала їхні пісні та продюсерські навички, але не змогла належним чином відзначити їхню роботу». Музиканти стверджували, що є основними авторами двох композицій і співавторами кількох інших, хоча звукоінженер альбому Гордон Вільямс описав проєкт як «потужну особисту роботу Гілл". Аудіоінженер Тоні Прендатт, який також працював над альбомом, захистив Гілл, заявивши, що «геніальність Лорін — це її власна геніальність» . У відповідь на позов Гілл стверджувала, що New Ark скористалися її успіхом. New Ark вимагали вказати часткове авторство пісень та виплатити грошову компенсацію. Зрештою, у лютому 2001 року позов було вирішено в позасудовому порядку; за чутками, музиканти отримали 5 млн доларів США.

## Вплив

### Вплив на сучасних виконавців
Інші виконавці неодноразово вказували на альбом, як натхнення для своєї музичної роботи: зокрема Омар Аполло, HER, Елла Мей, Рейчел Платтен і Мейсі Грей. Крім того, Елла Мей, Ріанна, Ден Сміт із Bastille та Адель називали The Miseducation of Lauryn Hill своїм улюбленим альбомом. Американський артист Дональд Гловер заявив, що це альбом, який він слухав найчастіше, а Зендея разом із реперами J. Cole і Кендріком Ламаром називали його своїм улюбленим альбомом виконавиці.
Продюсер Саван Котеча розповідав Vulture, що вони з Аріаною Гранде слухали альбом The Miseducation of Lauryn Hill під час запису четвертого студійного альбому Гранде Sweetener. Котеча зізнався, що зміни акордів у пісні Гранде «No Tears Left to Cry» були створені за зразком альбому Гілл. Бейонсе назвала Гілл одним зі своїх головних джерел натхнення для свого четвертого альбому 4. The Miseducation також вплинув на альбоми Daytona від Pusha T, The College Dropout від Каньє Веста і Immunity від Clairo.
Менеджер Нік Шиманські поділився з телеканалом BET, що після прослуховування The Miseducation of Lauryn Hill він шукав виконавців, схожих на Лорін Гілл, і так відкрив Емі Вайнгаус. Своєю чергою, Вайнгаус почала працювати над своїм дебютним альбомом Frank (2003) з багатьма продюсерами, з якими свого часу працювала Гілл. Кантрі-співачка Люсінда Вільямс заявила, що на її альбом World Without Tears (2003), а також на пісню «Righteously» вплинув альбом Гілл, особливо його елементи хіп-хопу. Альбом Maroon 5 Songs About Jane (2002) також був натхненний платівкою Гілл, особливо трек «Sweetest Goodbye», який нагадував пісню The Miseducation of Lauryn Hill «Tell Him». Численні виконавці називали свої проєкти схожим чином, зокрема Фредді Гіббс із його альбомом The Miseducation of Freddie Gibbs, Келбой і Ліл Вейн із синглом «Miseducation», та Ліл Кім з мікстейпом «Mis-education Lil' Kim».

### Музична індустрія
Після успіху The Miseducation of Lauryn Hill, Гілл стала вважатися міжнародною суперзіркою та зарекомендувала себе як жінка-піонер у хіп-хопі. Багато журналів, від Harper's Bazaar до Esquire і Teen People, змагалися за те, щоб показати фото Гілл в себе на обкладинці. У 1999 році в журналі Jet її назвали «іконою хіп-хопу». Музичний журналіст Брендон Тенслі стверджував, що Гілл «досягла статусу ікони лише завдяки силі свого дебютного сольного альбому».
Радіоведуча Ед Ловер стверджувала, що The Miseducation of Lauryn Hill пропонує інший погляд, ніж решта жінок в хіп-хопі, що, як правило, читали реп про секс або про те, що вони були «грубими» під час релізу. «Жінки налаштовувалися на неї, наче вона була пані Лютер Кінг», — сказав американський репер Redman, додавши, що альбом «зробив жінок зухвалими» та додав їм сили. Журналіст Деніел Сміт заявив, що це «повернуло реп у країну живих після вбивств Тупака Шакура (1996) і Notorious BIG (1997)».
У статті, що потрапила на обкладинку журналуTime від 8 лютого 1999 року, Гілл приписували сприяння повній асиміляції хіп-хопу в мейнстрімній музиці; вона стала першим хіп-хоп виконавцем, який з'являвся на обкладинці журналу. Пізніше того ж місяця Гілл побила численні рекорди на 41-й щорічній церемонії вручення премії «Греммі». Серед нагород, які вона отримала того вечора, був «Альбом року», який часто вважали найпрестижнішою нагородою в американській музиці; це був перший випадок, коли хіп-хоп-виконавець отримав цю нагороду. За словами музичного керівника Клайва Девіса, ця перемога допомогла премії «Греммі» краще сприймати реп і хіп-хоп. Колишній музичний редактор Amazon Піт Гільгендорф заявив, що це стало початком того, як «прогрес R&B, що переходить у хіп-хоп, став очевидним».
У книзі The Rough Guide to Rock (2003) альбом було названо "найкращим кросовером ери хіп-хопу ". Він був названий одним із найперших, у якому повністю поєднано реп і спів, а на сайті Genius Гілл назвали «першою суперзіркою, яка досягла успіху як у співі, так і в репі». Пишучи для The New York Times у 2018 році, журналіст Джон Караманіка зазначив, що «до середини та кінця 2000-х років спів став повноцінною частиною хіп-хопу завдяки успіху Дрейка, однієї з перших зірок — Лорін Гілл досягла цього раніше — він чітко перемикався між репом і співом і розумів їх як варіації одне одного, а не як протилежні сили. Тепер репери настільки сильно стали співаками, що рамки співу майже повністю переломилися потребами хіп-хопу».Розказуючи виданню Pitchfork про вплив альбому, репер Вінс Степлс заявив, що «зараз ми часто отримуємо комбінацію співу та репу. Але тоді це був ризик. Тож для неї співати таким чином, у поєднанні з тематикою, аранжуванням альбому… це, безперечно, класичний обсяг роботи». Жанель Моне поділяла подібну думку, стверджуючи, що Гілл «була і в хіп-хопі, і в ритм-енд-блюзі, але ніхто не використовував [це поєднання] так, як вона. Вона створила щось, чого ми ніколи не куштували». Сінді Лаупер стверджувала, що альбом «змінив усе і всіх. Лорін Гілл змінила фразування. Вона започаткувала абсолютно новий тип співу, взявши госпел та хіп-хоп, і змішавши їх із чудовим почуттям і голосом».
Разом із Brown Sugar Д'Анджело, Baduizm Еріки Баду та Maxwell's Urgan Hang Максвелла, The Miseducation of Lauryn Hill вважається одним із найважливіших і визначальних релізів в історії музики неосоул. За даними журналу Ebony, він виніс жанр неосоул на передній план популярної музики і став найбільш схвалюваним і популярним альбомом цього жанру. В Encyclopedia of African American Music (2010) зазначено, що «деякі композиції базуються більше на хіп-хоп-соулі, ніж на неосоулі, але платівка наповнена живими музикантами та багатошаровими гармоніями, а отже, це запис, який визначив моду, що об'єднує сучасний хіп-хоп, R&B і класичну соул-музику, створюючи основу для того, що послідувало за цим у жанрі неосоул». У розмові з Los Angeles Times про успіх альбому 1999 року Black Diamond Енджі Стоун, редактор Еміль Вілбекін з Vibe заявив: «Я думаю, що The Miseducation of Lauryn Hill змінив спосіб, у який багато R&B-артистів представляли свою музику», і додав: «З Лорін і Ерікою Баду, Д'Анджело і Максвеллом відбулося повернення до живих інструментів, справжнього співу та справжніх історій кохання».

## Триб'юти та ювілейні проєкти
Marvel Comics випустила серію варіантів обкладинок коміксів, натхненних впливовими сучасними реп-альбомами, серед яких була переосмислена обкладинка коміксів Міз Марвел на тему The Miseducation. Музичний колектив UnderCover Presents із району затоки Сан-Франциско, сформований організацію Yerba Buena Center for the Arts, випустив триб'ют-альбом Miseducation під назвою UnderCover Presents: A Tribute to The Miseducation of Lauryn Hill (2017).
На п'ятнадцяту річницю The Miseducation 2013 року американський репер Nas зробив рецензію на альбом для XXL, назвавши його зразком для наслідування виконавцями усіх жанрів. Він також назвав його «непідвладним часу записом, чистою музикою» і сказав, що той «уособлює певний період часу, серйозний момент у музиці темношкірих, коли молоді артисти взяли на себе відповідальність і пробилися через двері».
2018 року Гілл провела північноамериканський тур на честь 20-річчя альбому. Співачка Адель написала листа, в якому назвала альбом своїм «улюбленим записом усіх часів», водночас зазначивши, що він представляє «чесне уявлення про кохання та життя», і додала: «Я відчуваю себе близькою до нього, але також знаю, що є певні елементи, які я ніколи не зможу зрозуміти… Дякую за запис на все життя, дякую за вашу мудрість! Дякую, що існуєте. З 20-річчям». Американський жіночий гурт TLC висловився на радіостанції Beats 1 про вплив альбому, а Розонда «Chilli» Томас сказала: «Я маю на увазі, що на відео вона іноді вагітна, а іноді ні. Вона робила це в той час, коли вас, ймовірно, просили б зачекати, поки у вас народиться дитина. У наші дні жінка-артист — незалежно від того, актриса ти чи хтось інший — якщо ти вагітна, то святкуєш це з того моменту, як вирішиш поділитися цим зі світом. А їй було байдуже, вона просто зробила це. Її голос — уміти так читати реп і так співати, — вона була і є неймовірно талановитою. Немає нікого іншого, схожого на Лорін Гілл».
Святкуючи 20-річчя альбому, журнал Billboard опитав 16 артистів, яких надихнув альбом, серед яких Джазмін Салліван, Меггі Роджерс, Ліззо, Saweetie, Теяна Тейлор, Енн-Марі та інші. Альбому також присвячена книга письменниці та журналістки Джоан Морган She Begat This: 20 Years of The Miseducation of Lauryn Hill (2018). Того ж року Spotify представив мистецьку інсталяцію Dear Ms. Hill у Брукліні, Нью-Йорк, де шанувальники, зокрема HER і Келлі Роуленд, надсилали листи про The Miseducation of Lauryn Hill, а потім використовували ці листи, щоб перетворити їх на паперове мистецтво. Крім того, подкаст Spotify Dissect запустив свою першу в історії мінісерію, яка розглядала альбом та його вплив. Гілл також співпрацював з компанією Woolrich, щоб створити предмети одягу, натхненні Miseducation, для їхньої колекції «American Soul Since 1830», і брала участь у рекламній кампанії.

## Історичне значення

### Рейтинги та відзнаки
Альбом став першим в історії журналу XXL, який отримав найвищу оцінку «XXL». Зал слави рок-н-ролу включив його до свого списку 200 визначних альбомів (2007). У 2014 році Бібліотека Конгресу визнала The Miseducation of Lauryn Hill «культурно, історично чи естетично значущою» роботою та відібрала її для включення до Національного реєстру звукозаписів; це зробило альбом першим жіночим реп-записом, який увійшов до Національного реєстру звукозаписів. У 2017 році Гарвардський університет вибрав його як один із перших альбомів хіп-хопу, які зберігатимуться в музичній бібліотеці університету. Того ж року альбом посів друге місце в списку NPR «150 найкращих альбомів, створених жінками»; він поступився лише Blue Джоні Мітчелл. Також альбом увійшов до колекції Смітсонівського національного музею афроамериканської історії.
Поставивши альбом на 314 місце в списку 500 найкращих альбомів усіх часів (2003), в журналі Rolling Stone відзначили, що Гілл взяла соул 1970-х і зробила його «бумом і значущістю для покоління хіп-хопу». У переглянутому виданні 2020 року альбом посів 10 місце, найвище серед усіх реп-альбомів. 2022 року альбом посів 11 місце в списку Consequence «100 найкращих альбомів усіх часів» і став другим за рейтингом альбомом жінки в списку; пізніше видання поставило його на друге місце у своєму списку 50 найкращих хіп-хоп альбомів усіх часів (2023). 2023 року британський GQ визнав його найкращим R&B-альбомом усіх часів. Того ж року Академія звукозапису назвала його одним із десяти найважливіших альбомів, створених жінками-реперками; альбом також був визнаний одним із 5 хіп-хоп-альбомів, які «революціонізували реп-музику», за версією журналу American Songwriter.

### Наслідки
The Miseducation of Lauryn Hill залишається єдиним студійним альбомом Гілл. Після успіху співачка відмовилася від свого статусу знаменитості та зосередилася на приватному житті, виховуючи шістьох дітей. Проте її переслідували як особисті, так і професійні труднощі. Як пояснила журналістка Miami New Times Джуліана Акчолі: «Повідомлялося, що вона витратила роки на духовні пошуки, страждаючи від біполярним розладом. На неї подали до суду за авторство пісень. У 2013 році вона відбула тримісячне ув'язнення за ухилення від сплати податків. Її вважали примадонною за бажання називати її „Міс Гілл“ і критикували за її непостійну поведінку»

## Список пісень
| #     | Назва                                          | Тривалість |
| ----- | ---------------------------------------------- | ---------- |
| 1.    | «Intro»                                        | 0:47       |
| 2.    | «Lost Ones»                                    | 5:33       |
| 3.    | «Ex-Factor»                                    | 5:26       |
| 4.    | «To Zion» (feat. Карлос Сантана)               | 6:08       |
| 5.    | «Doo Wop (That Thing)»                         | 5:19       |
| 6.    | «Superstar»                                    | 4:56       |
| 7.    | «Final Hour»                                   | 4:15       |
| 8.    | «When It Hurts So Bad»                         | 5:42       |
| 9.    | «I Used to Love Him» (feat. Мері Джей Блайдж)  | 5:39       |
| 10.   | «Forgive Them Father»                          | 5:15       |
| 11.   | «Every Ghetto, Every City»                     | 5:14       |
| 12.   | «Nothing Even Matters» (feat. D'Angelo)        | 5:49       |
| 13.   | «Everything Is Everything»                     | 4:58       |
| 14.   | «The Miseducation of Lauryn Hill»              | 4:17       |
| 15.   | «Can't Take My Eyes Off You» (прихований трек) | 3:41       |
| 16.   | «Tell Him» (прихований трек)                   | 4:38       |
| 77:37 |                                                |            |

## Сертифікація
| Регіон | Сертифікація  | Продажі    |
| --- | ------------- | ---------- |
| Австралія (ARIA) | 2× Платиновий | 140 000    |
| Австрія (IFPI Austria) | Золотий       | 25 000*    |
| Бельгія (BEA) | Платиновий    | 50 000*    |
| Канада (Music Canada) | 7× Платиновий | 700 000^   |
| Франція (SNEP) | Платиновий    | 300 000*   |
| Італія (FIMI) | Золотий       | 25 000     |
| Японія (RIAJ) | Мільйонний    | 1 000 000^ |
| Нідерланди (NVPI) | Платиновий    | 100 000^   |
| Нова Зеландія (RIANZ) | 3× Платиновий | 45 000^    |
| Норвегія (IFPI Norway) | Платиновий    | 50 000*    |
| Іспанія (PROMUSICAE) | Золотий       | 50 000^    |
| Швеція (IFPI Sweden) | Платиновий    | 80 000^    |
| Швейцарія (IFPI Switzerland) | Платиновий    | 50 000^    |
| Велика Британія (BPI) | 4× Платиновий | 1 200 000  |
| США (RIAA) | Діамантовий   | 10 000 000 |
| Підсумки |               |            |
| Європа (IFPI) | 2× Платиновий | 2 000 000* |
| *продажі, що базуються лише на сертифікаціях · ^відвантаження, що базуються лише на сертифікаціях · продажі+прослуховування, що базуються лише на сертифікаціях |               |            |